# Schismatoglottis grabowskii
Schismatoglottis grabowskii är en kallaväxtart som beskrevs av Adolf Engler. Schismatoglottis grabowskii ingår i släktet Schismatoglottis och familjen kallaväxter. Inga underarter finns listade.